# Јан Вујукас
Јан Вујукас (грч. Ίαν Βουγιούκας; Лондон, 31. мај 1985) бивши је грчки кошаркаш. Играо је на позицији центра.

## Клупска каријера
Вујукас је студирао на универзитету Сент Луис од 2003. до 2007. Након завршетка студија вратио се у Грчку и потписао трогодишњи уговор са Олимпијакосом. Своју прву сезону је провео на позајмици у Ретимну, да би у такмичарској 2008/09. био члан Олимпијакоса. За сезону 2009/10. прешао је у Панелиниос. У јулу 2010. потписао је двогодишњи уговор са Панатинаикосом. Наредне две сезоне провео је у овом клубу и учествовао је у освајању Евролиге у сезони 2010/11. 
У јулу 2012. потписао је двогодишњи уговор са УНИКС-ом из Казања. У септембру 2014. потписао је уговор са екипом Галатасараја, али због лоше финансијске ситуације напушта клуб већ у децембру исте године. Крајем фебруара 2015. потписао је за немачки Ратиофарм Улм до краја сезоне. У сезони 2015/16. био је играч литванског Жалгириса, а наредну такмичарску годину провео је у руској Локомотиви Кубањ. У јулу 2017. вратио се у Панатинаикос. Провео је у клубу наредне четири сезоне. Последњи играчки ангажман имао је у Паниониосу у сезони 2023/24.

## Репрезентација
Са сениорском репрезентацијом Грчке је наступао на Светским првенствима 2010. и 2014. године.

## Успеси

### Клупски
- Панатинаикос:
  - Евролига (1): 2010/11.
  - Првенство Грчке (5): 2010/11, 2017/18, 2018/19, 2019/20, 2020/21.
  - Куп Грчке (3): 2012, 2019, 2021.

- УНИКС Казањ:
  - Куп Русије (1): 2014.

- Жалгирис:
  - Првенство Литваније (1): 2015/16.

### Појединачни
- Најбољи млади играч Првенства Грчке (1): 2008.
- Учесник Ол-стар утакмице Првенства Грчке (2): 2010, 2011.

### Репрезентативни
- Светско првенство до 19 година:
  -  2003.
- Светско првенство до 21 године:
  -  2005.
- Медитеранске игре:
  -  2009.